# Lynk & Co 09
Lynk & Co 09 — кроссовер, выпускаемый на платформе SPA с 2021 года на базе второго поколения Volvo XC90.

## Описание

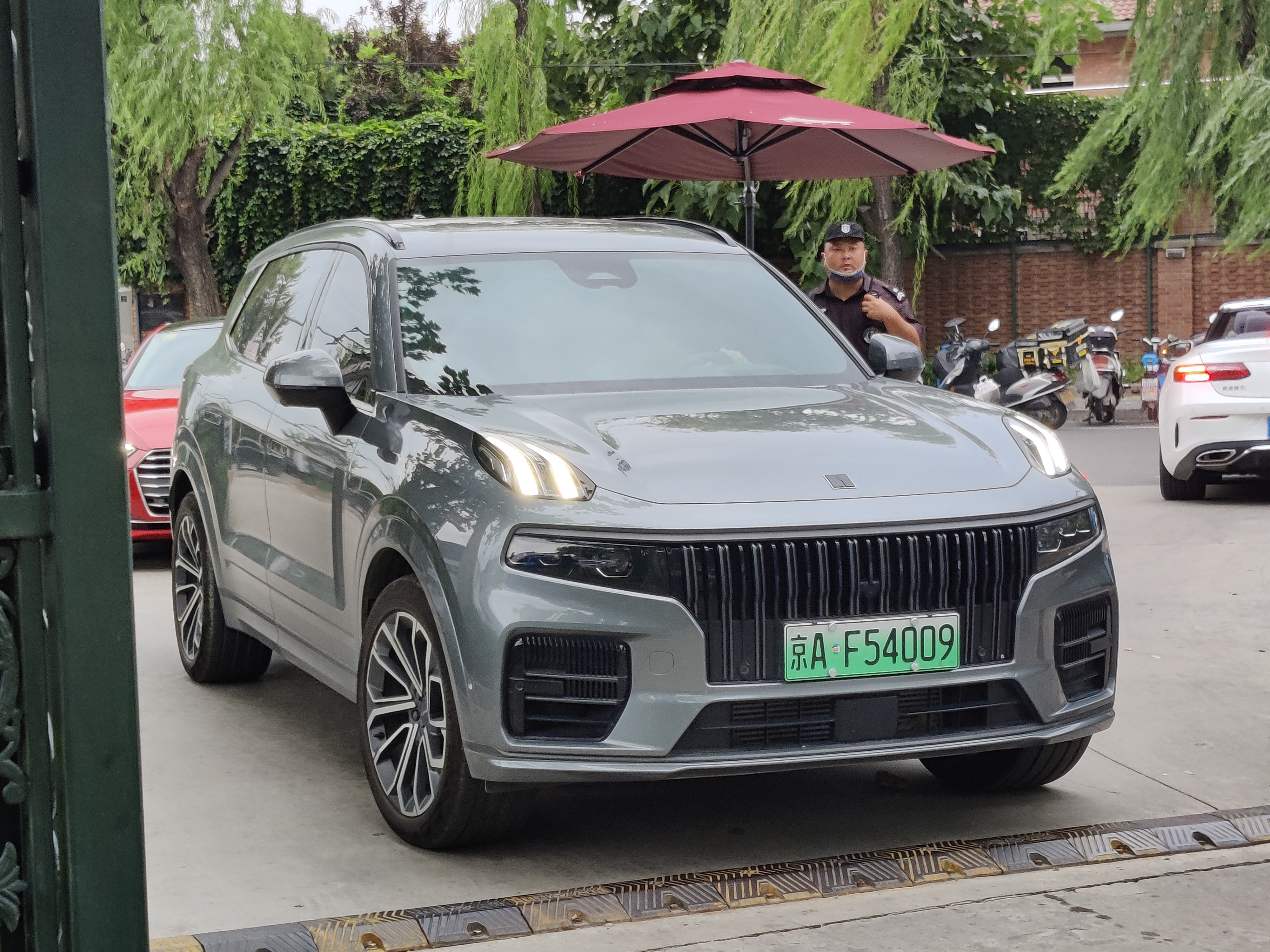
Lynk & Co 09 PHEV

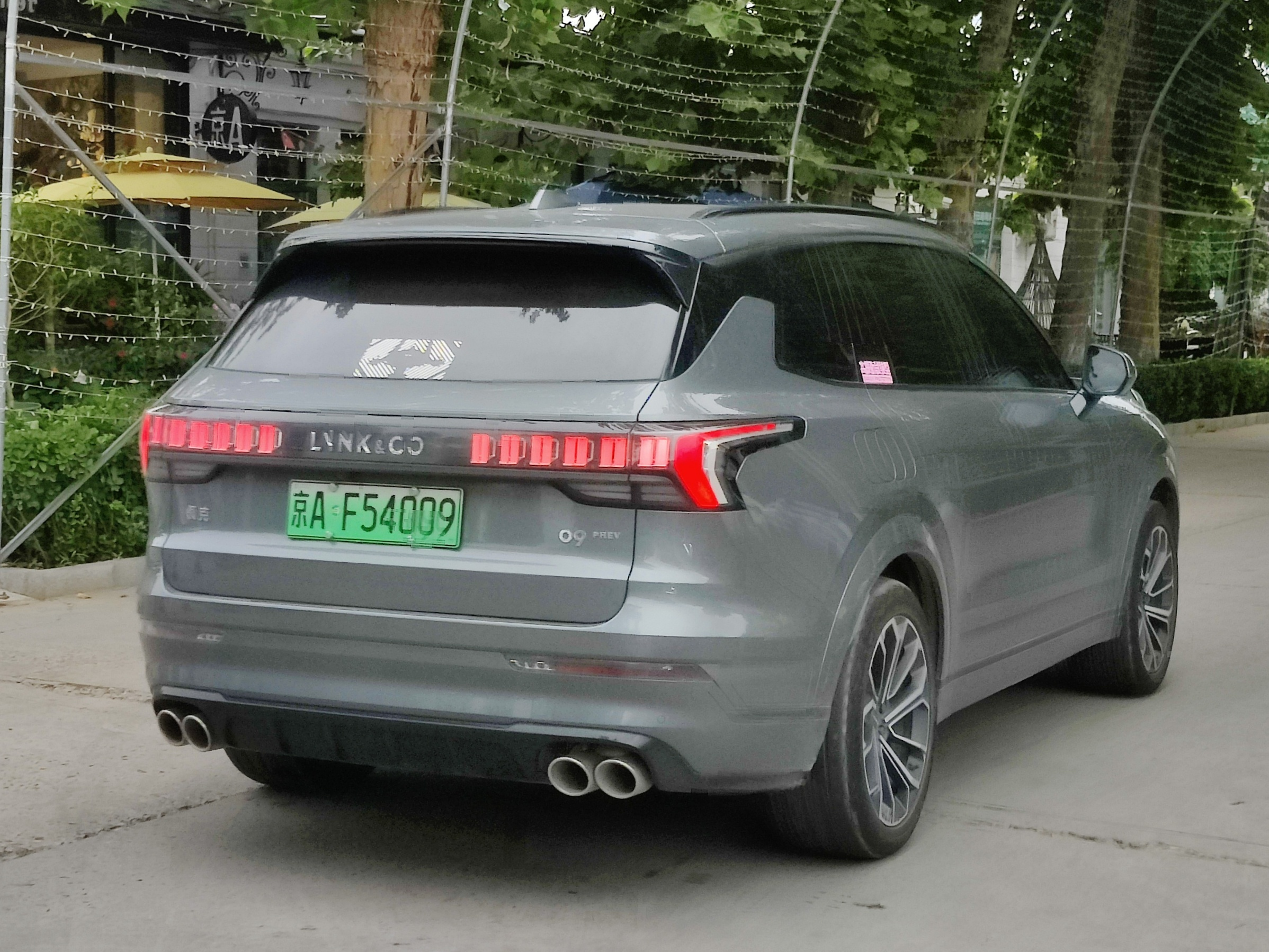
Lynk & Co 09 PHEV

Автомобиль Lynk & Co 09 был представлен в Китае 19 июня 2021 года. В салоне установлены 6 ЖК-экранов.
Вместимость автомобиля Lynk & Co 09 составляет 6—7 мест. Также в салоне автомобиля присутствует беспроводное зарядное устройство для мобильных телефонов, навигация AR, система шумоподавления, кожаные сидения Nappa и система ароматерапии.

## Технические характеристики
Lynk & Co 09 оснащается 2,0-литровым турбодвигателем в паре с 8-ступенчатой автоматической коробкой передач Aisin и рекуперацией с 48-вольтовым аккумулятором. Аккумулятор может заряжаться только за счёт регенерации при торможении и от ДВС. Силовые агрегаты развивают мощность от 188 до 321 кВт (252—431 л. с.) в зависимости от конфигурации, в то время как электродвигатели, расположенные сзади, развивают мощность 130 кВт (175 л. с.). Все варианты являются полноприводными, с системой BorgWarner.

## Nordcross 001
Nordcross 001 — версия Lynk & Co 09 для российского рынка. Официальный дистрибьютор модели — компания «Слава Моторс Рус». Приём предзаказов начался в мае 2025 года, а старт продаж намечен на июнь того же года.

## Продажи
| Год  | Китай | Китай  |
| Год  | 09    | PHEV   |
| ---- | ----- | ------ |
| 2021 | 2,153 | 1,160  |
| 2022 | 9,878 | 14,200 |
| 2023 | 4,945 | 9,948  |
| 2024 | 8,917 | 10,228 |